# Języki sotho-tswana
Języki sotho-tswana (języki sotho) – grupa języków z rodziny bantu, używanych RPA, Lesotho, Zimbabwe i Botswanie. Na grupę sotho-tswana składają się języki sotho (południowy sotho, sesotho), tswana (setswana), sesotho sa leboa (północny sotho) oraz lozi.